# Automeris parilis
Automeris parilis är en fjärilsart som beskrevs av William Schaus 1906. Automeris parilis ingår i släktet Automeris och familjen påfågelsspinnare. Inga underarter finns listade i Catalogue of Life.